# Oldřich Rott
Oldřich Rott (* 26. května 1951, Třebechovice pod Orebem) je bývalý československý fotbalový reprezentant, záložník. Po skončení profesionální fotbalové kariéry hrál za SK Černolice a působil jako delegát fotbalového svazu.

## Fotbalová kariéra
Hrál za Spartak Hradec Králové, Duklu Praha, na Kypru za EPA Larnaca a za Slavii Praha. V československé lize nastoupil ve 313 utkáních a dal 49 gólů. Podílel na zisku zlaté medaile na fotbalovém turnaji hraném v rámci letních olympijských her v Moskvě v roce 1980. Na klubové úrovni získal s Duklou Praha třikrát titul mistra ligy. Třikrát reprezentoval v dresu československého „A“ mužstva, ale žádný z těchto zápasů neodehrál celý. Mnohem úspěšnější byl v dresu československé olympijské fotbalové reprezentace, za kterou vsítil 2 góly a odehrál 17 zápasů v rozmezí let 1977–1980. Vrcholem jeho kariéry pak byl zisk zlaté olympijské medaile, která byla v tomto sportu pro Československo první a zároveň poslední v jeho historii. V Poháru mistrů evropských zemí nastoupil v 7 utkáních, v Poháru vítězů pohárů ve 3 utkáních a v Evropská liga UEFA nastoupil v 9 utkáních.

## Ligová bilance
| Ročník                                   | Zápasy | Góly | Klub                   |
| ---------------------------------------- | ------ | ---- | ---------------------- |
| 2. československá fotbalová liga 1971/72 | 30     | 5    | Spartak Hradec Králové |
| 1. československá fotbalová liga 1972/73 | 18     | 2    | Spartak Hradec Králové |
| 1. československá fotbalová liga 1973/74 | 27     | 3    | Dukla Praha            |
| 1. československá fotbalová liga 1974/75 | 27     | 1    | Dukla Praha            |
| 1. československá fotbalová liga 1975/76 | 27     | 6    | Dukla Praha            |
| 1. československá fotbalová liga 1976/77 | 28     | 4    | Dukla Praha            |
| 1. československá fotbalová liga 1977/78 | 30     | 4    | Dukla Praha            |
| 1. československá fotbalová liga 1978/79 | 28     | 6    | Dukla Praha            |
| 1. československá fotbalová liga 1979/80 | 27     | 7    | Dukla Praha            |
| 1. československá fotbalová liga 1980/81 | 25     | 6    | Dukla Praha            |
| 1. československá fotbalová liga 1981/82 | 28     | 4    | Dukla Praha            |
| 1. československá fotbalová liga 1982/83 | 30     | 5    | Dukla Praha            |
| 1. kyperská liga 1983/84                 | -      | -    | EPA Larnaca            |
| 1. československá fotbalová liga 1984/85 | 18     | 1    | Slavia Praha           |
| CELKEM 1. liga                           | 313    | 49   |                        |